# Chondria stigmatica
Chondria stigmatica es una especie de coleóptero de la familia Endomychidae.

## Distribución geográfica
Habita en Palawan (Filipinas).